# 小行星8598
小行星8598（英語：8598 Tetrix）是一颗围绕太阳公转的小行星。1973年9月29日，C. J. 万·豪敦、I. 万·豪敦-格勒内费尔德、T. 赫雷爾斯在帕洛马山发现了此天体。
这颗小行星的绝对星等为189.18750等。